# Gordon Kaile
Gordon Kaile (Pimperne, 7 dicembre 1924 – 1988) è stato un calciatore inglese, di ruolo attaccante.

## Caratteristiche tecniche
Era un'ala sinistra.

## Carriera
Inizia a giocare dopo la fine della seconda guerra mondiale con i dilettanti del RAOC Chilwell per poi diventare professionista nel 1947, all'età di 22 anni, con il Nottingham Forest, club della seconda divisione inglese; rimane in squadra per tre stagioni (le prime due in seconda divisione e la terza in terza divisione) segnando in totale 8 reti in 65 partite di campionato giocate. Va poi a giocare in seconda divisione al Preston N.E., con cui però nella stagione 1950-1951 (conclusa con la vittoria del campionat e, quindi, con la promozione in prima divisione) non scende mai in campo in partite ufficiali con la prima squadra; fa il suo esordio solamente nella stagione 1951-1952, più precisamente il 15 dicembre 1951, in una sconfitta casalinga per 1-0 contro i londinesi del Fulham. Nel prosieguo della stagione gioca poi una seconda partita (la sconfitta per 3-0 sul campo del Newcastle Utd del 5 gennaio 1952), per poi trascorrere l'intera stagione 1952-1953 ai Lilywhites nuovamente senza mai scendere in campo.
Nella stagione 1953-1954, invece, pur continuando ad essere sostanzialmente una riserva trova un minimo di continuità di impiego, giocando in totale 5 partite (tutte nella parte iniziale della stagione: gioca infatti tutte le partite tra la quinta e la nona giornata di campionato) segnando anche una rete, il 5 settembre 1953, nel successo per 5-1 sul campo del Liverpool. A fine stagione si trasferisce in terza divisione all'Exeter City: dopo una sola stagione con i Grecians, nella quale realizza una rete in 6 partite di campionato giocate, si ritira; dopo il ritiro ha allenato il St. Luke's College ad Exeter.
In carriera ha totalizzato complessivamente 78 partite e 11 reti nei campionati della Football League.